# مرد آهنی ۲ (موسیقی متن)
«مرد آهنی ۲» آلبومی از ای‌سی/دی‌سی است که در ۱۹ آوریل ۲۰۱۰ منتشر شد. این آلبوم موسیقی متن فیلمی به همین نام است.